# Зайцева, Ольга Алексеевна
О́льга Алексе́евна За́йцева (род. 16 мая 1978, Москва) — российская биатлонистка, двукратная олимпийская чемпионка в эстафете (2006 и 2010), трёхкратная чемпионка мира, заслуженный мастер спорта России, многолетний лидер сборной России.
На счету Ольги Зайцевой 8 медалей чемпионатов мира, 75 медалей Кубка мира, включая 13 побед в личных и 16 — в командных гонках, а также малый хрустальный глобус в масс-старте в 2005.
С января 2015 года — и. о. главного тренера сборных России по биатлону. С декабря 2017 года пожизненно дисквалифицирована МОК.

## Биография

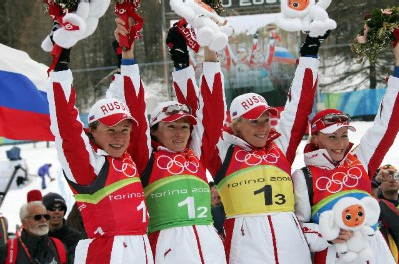
Ольга Зайцева (вторая справа) — олимпийская чемпионка в эстафете, 23 февраля 2006 года, Турин

Ольга Зайцева родилась в Москве 16 мая 1978 года. Отец — лётчик гражданской авиации Алексей Николаевич Зайцев, мать — воспитательница детского сада Александра Дмитриевна Зайцева. Зайцева увлеклась лыжами с 1987 года, учась в общеобразовательной школе. По примеру старших сестёр она с 1991 года стала заниматься в московской СДЮШОР № 43 под руководством С. В. Нестеровой, а впоследствии у Е. В. Чукедовой.
В биатлон попала во многом случайно. В школьной команде не хватало биатлонисток для соревнований, и тренер школьной биатлонной команды предложил Зайцевой попробовать свои силы. Она за пару недель научилась основам стрельбы и выступила на соревнованиях — сначала в Красногорске, а затем и на Всероссийской зимней спартакиаде в Перми. В 1994 году полностью перешла в биатлон.
В 1993 году после 8 класса Зайцева поступила в Московский колледж профессионального образования и спорта. В 1992—1994 годах выезжала на соревнования по биатлону, проводимые в России вместе с Е. В. Чукедовой и В. Н. Изотовым.
В 1996 году получила красный диплом о среднем образовании по специальности «учитель физической культуры» и поступила в Российскую государственную академию физической культуры. Была включена в состав юниорской сборной страны и отправилась на юниорский чемпионат мира в Контиолахти, где завоевала серебряную награду. В следующем году на юниорском первенстве в Италии стала чемпионкой в командной гонке. В 1999 году отобралась во второй состав сборной команды страны. С того же года начала трудовую деятельность и совмещать учёбу и тренировки со службой в органах внутренних дел Подольского УВД в должности милиционера ОБППСМ.
После ухода из СДЮШОР № 43 тренера-преподавателя А. И. Суслова с 2000 года Зайцева продолжила заниматься биатлоном под руководством старшей сестры — Оксаны Алексеевны Рочевой, перевелась на работу в Федеральную службу налоговой полиции РФ, стала специалистом I категории и выступает на соревнованиях за ЦС «Динамо». В 2000 году Зайцевой было присвоено звание мастера спорта международного класса, она дебютировала в Кубке Европы. В 2001 году выиграла серебро на чемпионате Европы и получила место в основном составе сборной. Успешный дебют Зайцевой в Кубке мира позволил ей попасть на Олимпиаду-2002, где она приняла участие в индивидуальной гонке.
В 2003 году стала служащей Федеральной службы Российской Федерации по контролю за оборотом наркотиков (тогда Государственный комитет Российской Федерации по контролю за оборотом наркотических средств и психотропных веществ) и получает звание капитана. В сезоне 2004—2005 стала четвёртой по итогам сезона в общем зачёте Кубка мира.
Долгое время Зайцева считалась «декабристкой» — пик формы у неё приходился на декабрь, а затем начинался спад. Однако к сезону 2004—2005 она смогла преодолеть это, выйдя на пик формы как раз к чемпионату мира. Зайцева собрала полный комплект медалей — золото, серебро и бронзу и по итогам чемпионата мира по биатлону получила звание «Заслуженный мастер спорта». В сезоне 2005—2007 не смогла стать лучшей из российской сборной по итогам сезона, но выиграла первую в карьере золотую олимпийскую медаль. Зайцева выступила на третьем этапе в эстафете и смогла оторваться от преследовательниц.
После олимпийского сезона Зайцева решила сделать перерыв. Она вышла замуж и родила ребёнка. В 2007 году приняла решение возвратиться в биатлон. В этот период помощь оказала её мать, которая присматривала за внуком Александром, пока Ольга выполняла тренировки. Сначала она долго не могла отобраться в сборную, а затем, когда попала на Кубок мира, выступала достаточно слабо, только несколько раз попав в цветочную церемонию (шесть лучших участников).

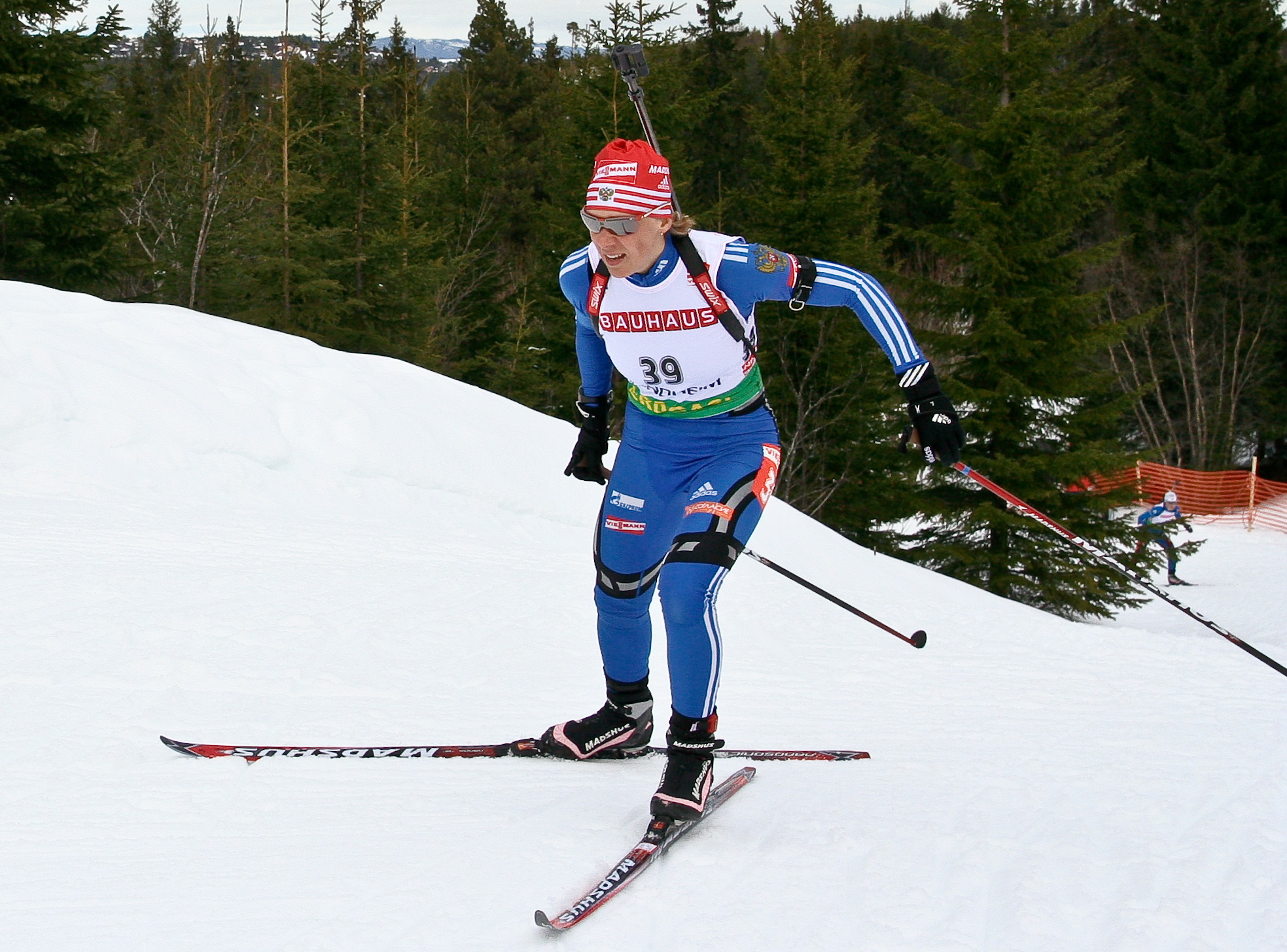
Ольга Зайцева мчится к победе в спринте на этапе Кубка мира в Тронхейме, 19 марта 2009 года

Перед чемпионатом мира-2009 разразился допинг-скандал: в употреблении запрещённых препаратов были уличёны Дмитрий Ярошенко, Альбина Ахатова и лидер сборной Екатерина Юрьева. В таких обстоятельствах было принято решение поставить Зайцеву на все гонки и ввести в состав эстафеты. Мало кто верил в успех, так как лидеры сборной были отстранёны от соревнований. Однако произошла сенсация. В первой же гонке Зайцева выиграла бронзовую медаль, а в следующей гонке повторила своё достижение. В эстафете Зайцевой доверили последний этап. Гонка складывалась не лучшим образом. Россия получила 22-й стартовый номер, пришлось стартовать с третьей линии. Выступавшая на первом этапе Светлана Слепцова передала эстафету второй. Но бежавшая на втором этапе Анна Булыгина опустилась на несколько позиций ниже. Ольга Медведцева также не смогла значительно сократить разрыв. Справиться с этим смогла только Ольга Зайцева. Отстреляв быстро и точно на «лёжке», она вывела команду на первую позицию. К заключительной стрельбе на стадион одновременно пришли Ольга Зайцева, Кати Вильхельм и Сандрин Байи. Быстро начав стрелять, Зайцева допустила промах и воспользовалась запасными патронами. Однако у соперников также произошла заминка. Обе преследовательницы отправились на штрафные круги, а Зайцева в это время пошла к финишу. Это была победа с преимуществом в 1 минуту 15,1 секунд. На следующий день Зайцева выиграла золотую медаль в масс-старте. Таким образом, в четырёх гонках из шести она выиграла медали, две из них были золотые. После чемпионата мира Зайцева одержала ещё несколько побед на этапах Кубка мира. В итоге, в общем зачёте генеральной классификации она заняла шестое место, показав лучший результат среди российских спортсменок.
В сезоне 2009—2010 Зайцева выступала менее успешно, однако выиграла серебряную медаль в масс-старте и золото в эстафете на Олимпиаде в Ванкувере. По итогам сезона она заняла восьмое место в общем зачёте Кубка мира.

### Сезон 2011/2012

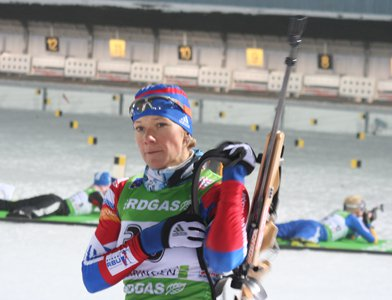
Ольга Зайцева на стрельбе

13 марта 2011 года, после неудачного выступления женской сборной в эстафетной гонке (9-е место) на домашнем чемпионате мира, Зайцева заявила об окончании спортивной карьеры по итогам сезона, однако, вскоре на своём сайте опубликовала сообщение, что ещё обдумает данное решение. 25 мая 2011 года на пресс-конференции сообщила о своём намерении продолжить карьеру. Затем заявила о намерении продолжить карьеру в биатлоне до Олимпийских игр в Сочи.
22 июня 2011 года Зайцева, залечивавшая повреждение плеча, присоединилась к сборной и приступила к занятиям на сборе в немецком Рупольдинге. 8 ноября 2011 года стала победительницей квалификационных соревнований сборной России в финском Муонио на этапы Кубка мира и Кубка IBU. Зайцева не допустила ни одного промаха и пробежала 7,5-километровую дистанцию за 24,08.
9 декабря 2011 года на втором этапе Кубка мира в австрийском Хохфильцене Зайцева заняла третье место. В гонке преследования на этом же этапе заняла второе место, проиграв 0,3 секунды Дарье Домрачевой.

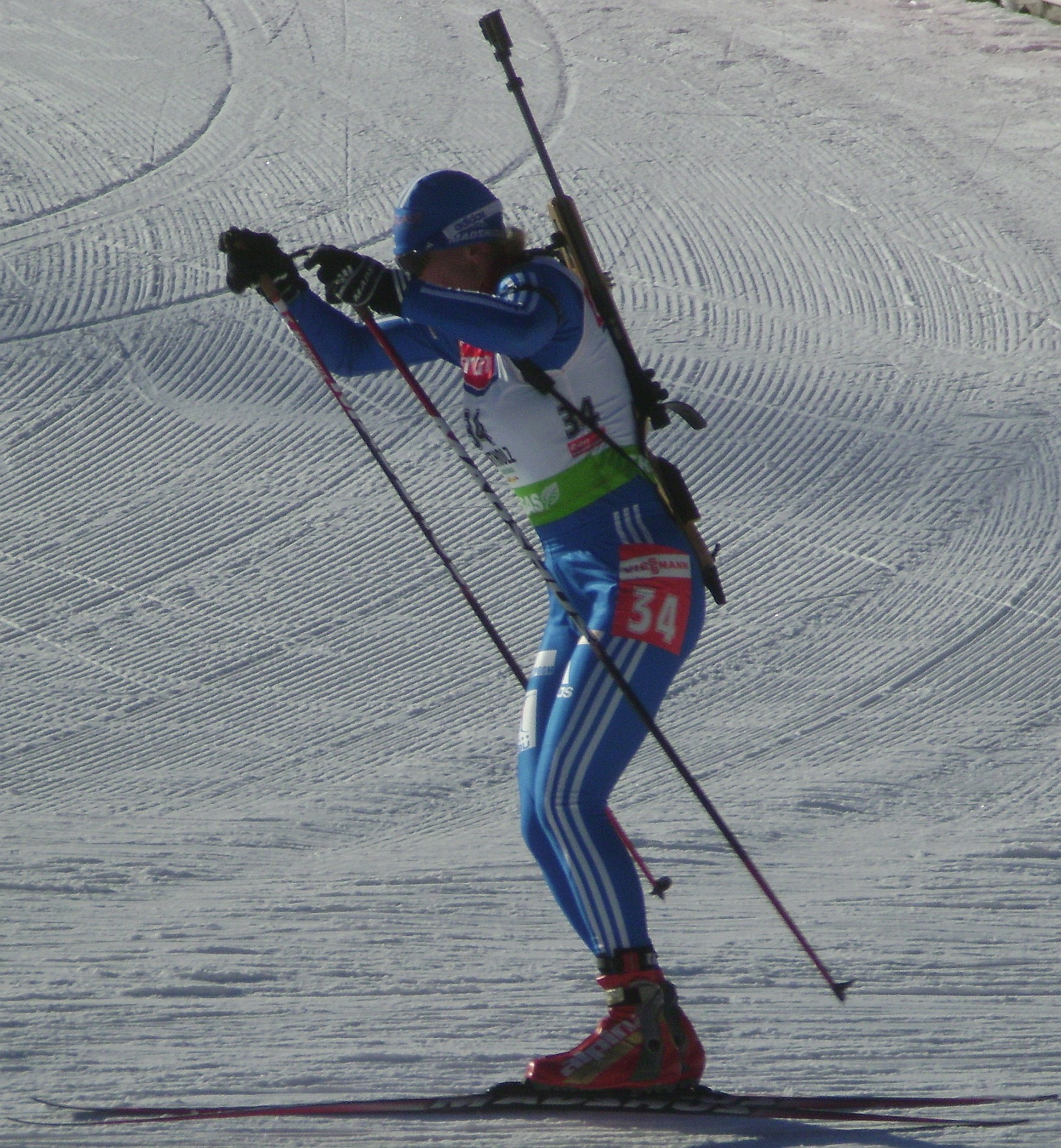
Зайцева на дистанции

16 декабря 2011 года стала победительницей спринтерской гонки на третьем этапе Кубка мира в Хохфильцене, допустив один промах на втором огневом рубеже. Победа в спринтерской гонке позволила Зайцевой подняться на 4 место в общем зачёте Кубка мира. 17 декабря 2011 года Зайцева стала победительницей гонки преследования на 10 километров в рамках третьего этапа Кубка мира, не допустив ни одного промаха на четырёх огневых рубежах. Для неё это золото стало вторым подряд в сезоне 2011/12 и одиннадцатой индивидуальной победой за время своего выступления в Кубке мира, таким образом, Зайцева стала самой титулованной россиянкой в истории проведения данных соревнований.
6 января 2012 года заняла 3 место в спринтерской гонке на четвёртом этапе Кубка мира в Оберхофе
13 января 2012 года победила в спринтерской гонке на 7,5 километра на пятом этапе Кубка мира в чешском Нове-Место-на-Мораве После победы в спринтерской гонке на пятом этапе Кубка мира Зайцева вернулась на третью строчку в общем зачёте Кубка мира, сократив отставание от Домрачевой до 7 очков. Этап в Антерсельве Зайцева провела неудачно (не попав в очки в спринте), вследствие чего опустилась на пятое место в общем зачёте. 4 февраля заняла второе место в гонке преследования на 7 этапе кубка мира по биатлону в Хольменколлене.

### Завершение спортивной карьеры
В 2014 году приняла участие в зимней Олимпиаде в Сочи, где завоевала медаль в эстафете 4×6 км, которой впоследствии была лишена.
24 января 2015 года объявила о завершении спортивной карьеры. Фактически прекратила выступления после завершения сезона 2013—2014 годов, после чего была назначена исполняющим обязанности главного тренера женской сборной России по биатлону.

### Дисквалификация
1 декабря 2017 года решением Международного олимпийского комитета за нарушение антидопинговых правил Зайцева была лишена серебряной медали Олимпийских игр 2014 года в Сочи и пожизненно отстранена от участия в Олимпийских играх. На пробирках с допинг-пробами Зайцевой были обнаружены царапины, а в одной из проб выявлен высокий уровень соли. В 2020 году после проведения судебно-медицинской экспертизы выяснилось, что ДНК мужчины, обнаруженная в допинг-пробе Зайцевой, датированной октябрём 2014 года, принадлежит мужу спортсменки. Предполагается, что ДНК мужа могла попасть в пробу из-за того, что незадолго до её сдачи между супругами был секс. Зайцева не отрицает, что пыталась забеременеть в то время.  Ольга Зайцева дисквалифицирована на два года за нарушение антидопинговых правил. Срок отстранения отсчитывается с 24 сентября 2020 года. Результаты, показанные Зайцевой с Олимпиады-2014 в Сочи и до завершения карьеры, аннулированы. Спортсменка должна вернуть все награды, медали и призовые, полученные в этот период карьеры.

## Тренеры
- Первые тренеры — Нестерова С. В., Чукедова Е. В., Суслов А. И.
- Личный тренер — Оксана Рочева.
- Тренеры в сборной: Вольфганг Пихлер — старший тренер, Павел Ростовцев — стрелковая подготовка, Николай Загурский — руководитель группы КНГ.

## Спортивные достижения

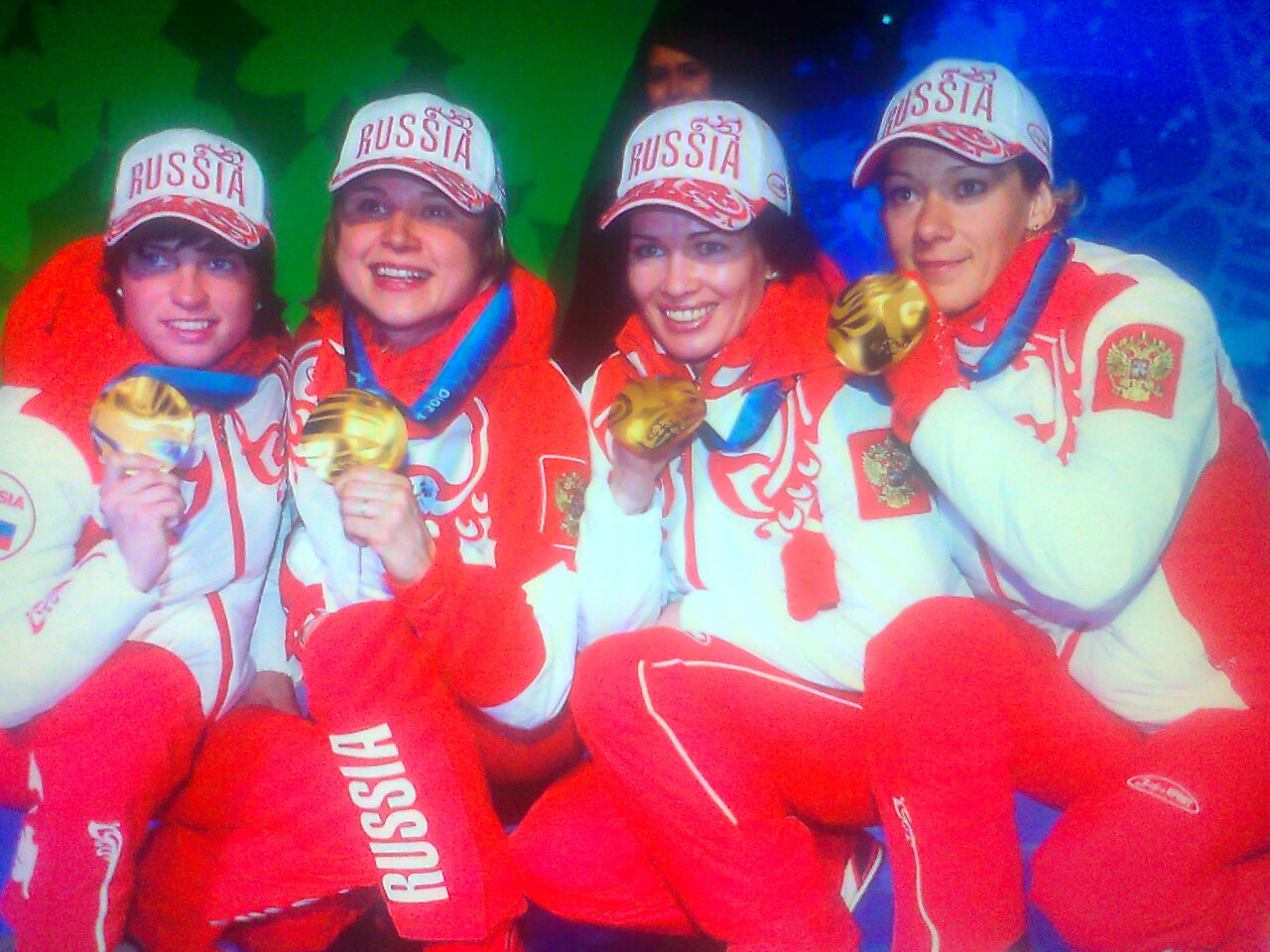
Олимпийские чемпионки в женской эстафете (2010): Слепцова, Богалий-Титовец, Медведцева, Зайцева

- Двукратная олимпийская чемпионка в эстафете (2006, 2010).
- Серебро в масс-старте на зимних Олимпийских играх в Ванкувере (2010).
- Трёхкратная чемпионка мира: в эстафете (2005, 2009) и масс-старте (2009).
- Также в её активе 2 серебряных и три бронзовых медали чемпионатов мира.
- Лучший результат в общем зачёте Кубке мира — 4-е место в 2005 году, а также — малый Кубок мира в зачёте масс-старта (сезон 2004/2005)
- Одержала 13 побед на этапах Кубка мира в личных гонках[2].

## Результаты

### Кубок IBU (Европы)
x 1 +  x 1 +  x 0
| Сезон     | ОЗ   | ИГЗ  | СЗ   | ГПЗ |
| --------- | ---- | ---- | ---- | --- |
| 2000/2001 | ?    |      | ?    |     |
| 2004/2005 | 24-я | 12-я | 28-я |     |
| 2007/2008 | 67-я | 26-я | 79-я |     |

### Кубок мира

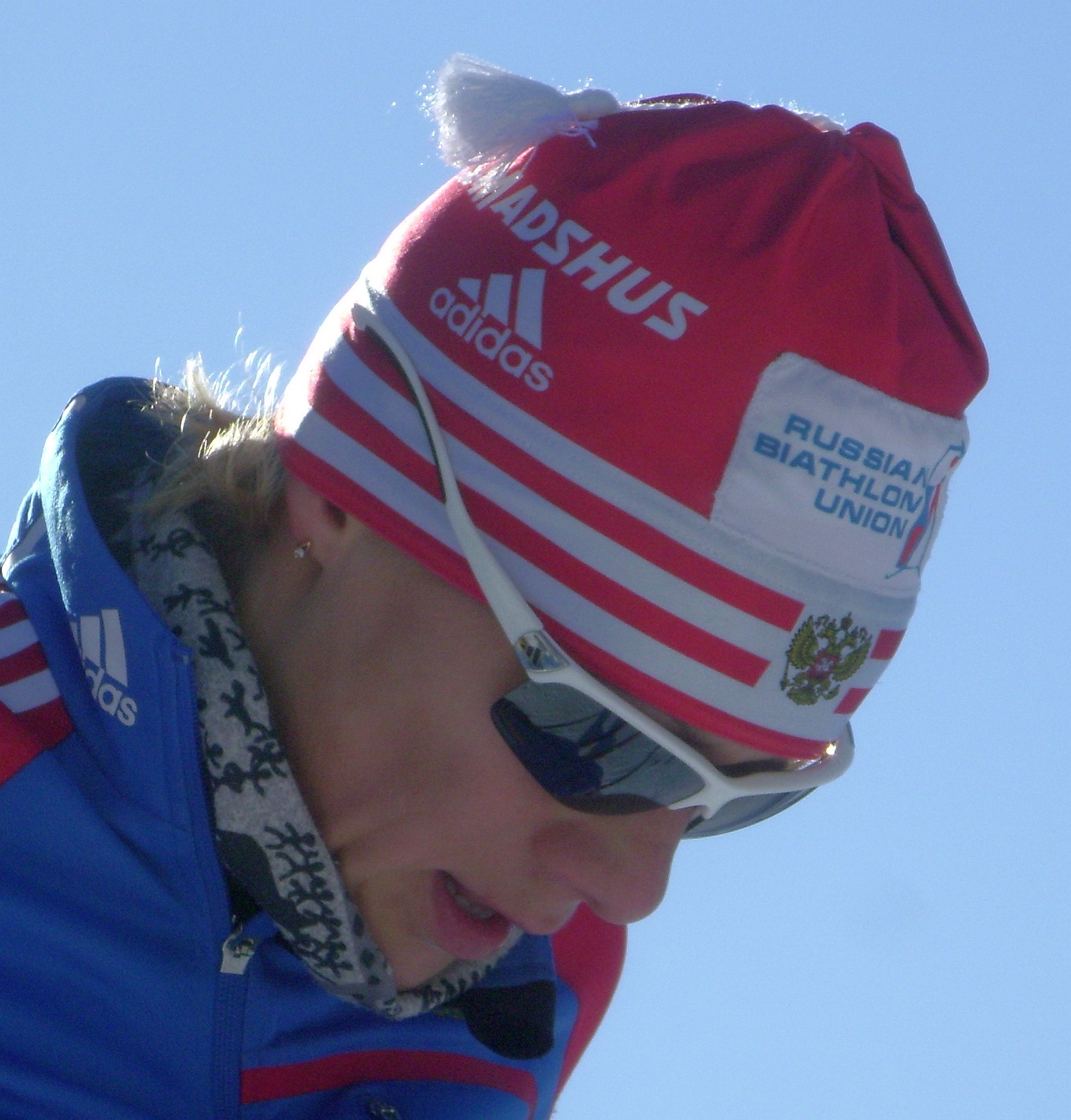
Ольга Зайцева, 22 января 2010 года

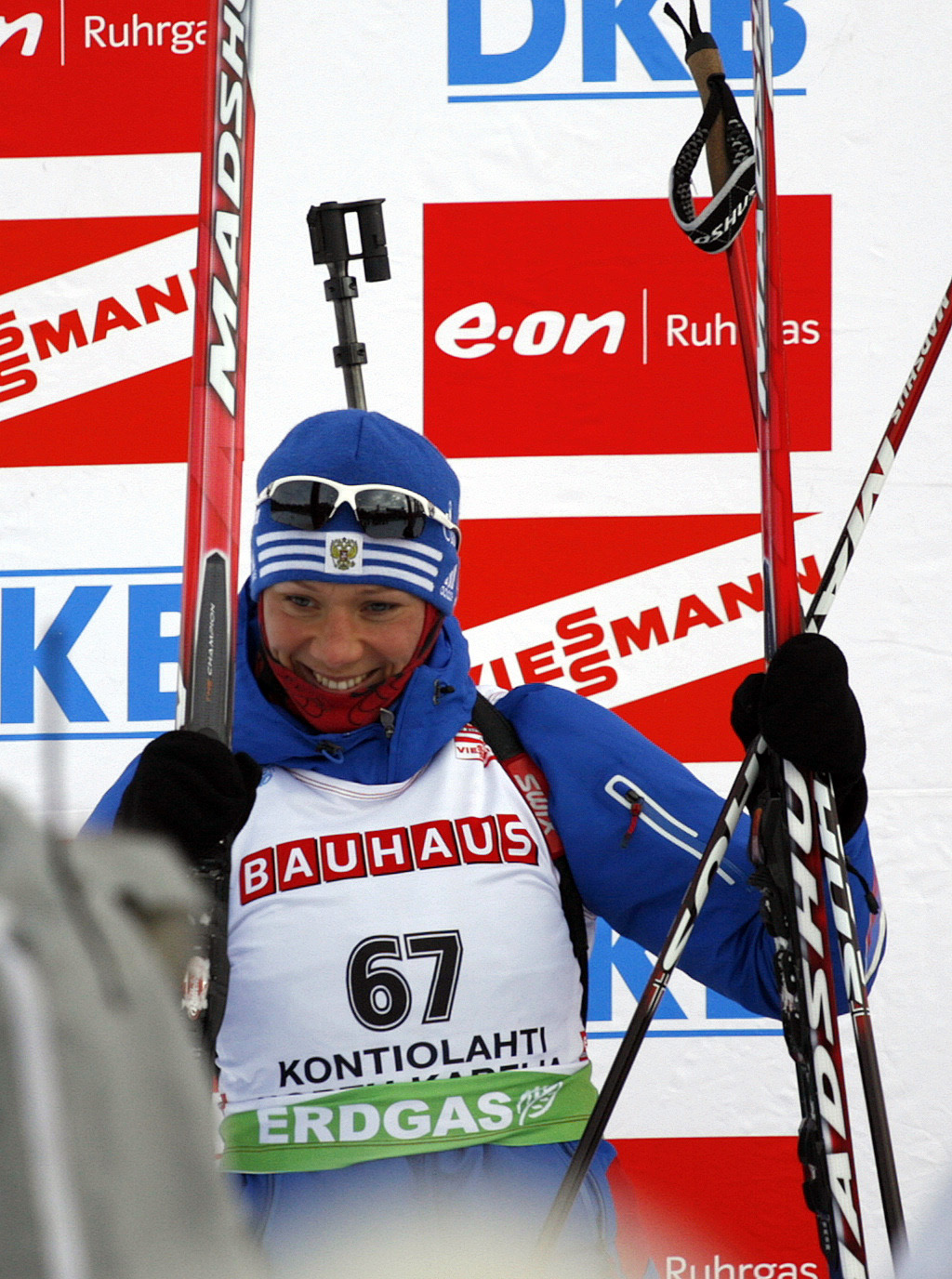
Ольга Зайцева — вторая в спринте на этапе Кубка мира в Контиолахти, 13 марта 2010 года

| Сезон | Дисциплина         | Этапы  | Этапы  | Этапы   | Этапы   | Этапы   | Этапы  | Этапы  | Этапы  | Этапы  | Этапы  | Итог (очки/место) (по дисциплинам) | Итог (очки/место) (по дисциплинам) | Итог (очки/место) (общий) | Итог (очки/место) (общий) |
| Сезон | Дисциплина         | 1      | 2      | 3       | 4       | 5       | 6      | 7      | 8      | 9      | 10     | Итог (очки/место) (по дисциплинам) | Итог (очки/место) (по дисциплинам) | Итог (очки/место) (общий) | Итог (очки/место) (общий) |
| --- | ------------------ | ------ | ------ | ------- | ------- | ------- | ------ | ------ | ------ | ------ | ------ | ---------------------------------- | ---------------------------------- | ------------------------- | ------------------------- |
| 2001/2002 | ИГ                 | -      | -      | -       | -       | -       | -      | ОИ 37  | -      | -      | -      | -                                  | -                                  | 79                        | 42                        |
| 2001/2002 | Спринт             | -      | -      | -       | Обе 24  | Руп 16  | -      | -      | Эст 29 | -      | Хол 43 | 24                                 | 44                                 | 79                        | 42                        |
| 2001/2002 | ГП                 | -      | -      | -       | Обе 16  | Руп 11  | -      | -      | Эст 39 | -      | Хол 35 | 39                                 | 36                                 | 79                        | 42                        |
| 2001/2002 | Масс-старт         | -      | -      | -       | Обе 15  | -       | -      | -      | -      | -      | -      | 16                                 | 39                                 | 79                        | 42                        |
| 2002/2003 | ИГ                 | -      | -      | -       | -       | -       | -      | -      | -      | Эст 1  | ЧМ 32  | 50                                 | 14                                 | 296                       | 19                        |
| 2002/2003 | Спринт             | Эст 1  | Эст 17 | Бре 32  | Обе 24  | Руп 26  | -      | Лах 15 | Хол 40 | Эст 35 | -      | 103                                | 23                                 | 296                       | 19                        |
| 2002/2003 | ГП                 | Эст 2  | Эст 12 | Бре 16  | Обе 16  | Руп 17  | -      | -      | Хол 25 | Эст 8  | -      | 133                                | 12                                 | 296                       | 19                        |
| 2002/2003 | Масс-старт         | -      | -      | -       | -       | -       | Ант 28 | Лах 24 | -      | -      | -      | 10                                 | 36                                 | 296                       | 19                        |
| 2002/2003 | Смешанная эстафета | -      | -      | -       | -       | Руп 1   | -      | -      | -      | -      | -      |                                    | 1                                  | 296                       | 19                        |
| 2002/2003 | Эстафета           | Эст 3  | -      | Бре 5   | -       | -       | -      | -      | Хол 1  | -      | -      |                                    | 1                                  | 296                       | 19                        |
| 2003/2004 | ИГ                 | -      | -      | Бре 17  | -       | -       | -      | ЧМ 49  | -      | -      | -      | 14                                 | 30                                 | 489                       | 10                        |
| 2003/2004 | Спринт             | Лах 9  | Хох 7  | Бре 18  | Пок 14  | -       | Ант 5  | -      | Лей 17 | Фор 3  | Хол 10 | 208                                | 11                                 | 489                       | 10                        |
| 2003/2004 | ГП                 | Лах 5  | Хох 3  | Бре 5   | -       | -       | -      | -      | Лей 14 | Фор 10 | Хол 15 | 209                                | 9                                  | 489                       | 10                        |
| 2003/2004 | Масс-старт         | -      | -      | -       | Пок НФ  | -       | Ант 21 | ЧМ 20  | -      | Фор 28 | -      | 55                                 | 19                                 | 489                       | 10                        |
| 2004/2005 | ИГ                 | -      | Хол 47 | -       | -       | -       | Ант 13 | -      | -      | -      | -      | 20                                 | 36                                 | 752                       | 4                         |
| 2004/2005 | Спринт             | Бей 8  | Хол 1  | Эст 2   | Обр 16  | Руп 12  | Чез ДК | -      | Пок 4  | ЧМ 2   | Хан 4  | 292                                | 3                                  | 752                       | 4                         |
| 2004/2005 | ГП                 | Бей 16 | Хол 2  | Эст 1   | Обр 7   | Руп 6   | -      | -      | Пок 3  | ЧМ 3   | Хан 3  | 290                                | 3                                  | 752                       | 4                         |
| 2004/2005 | Масс-старт         | -      | -      | Эст 2   | Обр 6   | -       | -      | -      | Пок 4  | ЧМ 17  | Хан 1  | 136                                | 1                                  | 752                       | 4                         |
| 2004/2005 | Эстафета           | Бей 1  | -      | -       | Обр 2   | Руп 1   | -      | -      | -      | ЧМ 1   | -      | 200                                | 1                                  | 752                       | 4                         |
| 2004/2005 | Смешанная эстафета | -      | -      | -       | -       | -       | -      | -      | -      | ЧМ 2   | -      | 36                                 | 2                                  | 752                       | 4                         |
| 2005/2006 | ИГ                 | -      | Хох 2  | Оср 13  | -       | -       | -      | -      | -      | -      | -      | 66                                 | 8                                  | 443                       | 15                        |
| 2005/2006 | Спринт             | Эст 5  | Хох 14 | Оср 17  | Обр 14  | Руп 7   | Ант 7  | ОИ 9   | -      | Лах 27 | Хол 46 | 165                                | 15                                 | 443                       | 15                        |
| 2005/2006 | ГП                 | Эст 1  | -      | Оср 9   | Обр 15  | Руп 11  | Ант 16 | ОИ 19  | -      | Лах 25 | -      | 135                                | 14                                 | 443                       | 15                        |
| 2005/2006 | Масс-старт         | -      | -      | -       | -       | -       | Ант 16 | ОИ 15  | -      | Лах 11 | -      | 77                                 | 14                                 | 443                       | 15                        |
| 2005/2006 | Эстафета           | Эст -  | Хох 2  | -       | Обр -   | Руп 1   | -      | ОИ 1   | -      | -      | -      | 189                                | 1                                  | 443                       | 15                        |
| 2005/2006 | Смешанная эстафета | -      | -      | -       | -       | -       | -      | -      | -      | -      | -      | -                                  | -                                  | 443                       | 15                        |
| 2008/2009 | ИГ                 | Эст 28 | —      | Хох 9   | —       | —       | —      | ЧМ 14  | Ван 2  | —      | —      | 113                                | 5                                  | 834                       | 6                         |
| 2008/2009 | Спринт             | Эст 36 | Хох 29 | Хох 11  | Обе 17  | Руп 7   | Ант 27 | ЧМ 3   | Ван 3  | Тро 1  | Хан 7  | 313                                | 7                                  | 834                       | 6                         |
| 2008/2009 | ГП                 | Эст 23 | Хох 13 | —       | —       | Руп 8   | Ант 22 | ЧМ 3   | —      | Тро 2  | Хан 7  | 237                                | 6                                  | 834                       | 6                         |
| 2008/2009 | Масс-старт         | —      | —      | —       | Обе 15  | —       | Ант 7  | ЧМ 1   | —      | Тро 9  | Хан 8  | 162                                | 4                                  | 834                       | 6                         |
| 2008/2009 | Эстафета           | —      | Хох -  | Хох -   | Обе DSQ | Руп DSQ | —      | ЧМ 1   | Ван 3  | —      | —      | 108                                | 17                                 | 834                       | 6                         |
| 2008/2009 | Смешанная эстафета | —      | —      | —       | —       | —       | —      | ЧМ 5   | —      | —      | —      | 40                                 | 5                                  | 834                       | 6                         |
| 2009/2010 | ИГ                 | Эст 42 | -      | -       | -       | -       | Ант 4  | ОИ 26  | -      | -      | -      | 58                                 | 24                                 | 719                       | 8                         |
| 2009/2010 | Спринт             | Эст 12 | Хох 3  | Пок 63  | -       | Руп 17  | Ант 8  | ОИ 7   | Кон 2  | Хол 16 | Хан 10 | 281                                | 7                                  | 719                       | 8                         |
| 2009/2010 | Преследование      | -      | Хох 3  | -       | -       | -       | Ант 5  | ОИ 7   | Кон 5  | Хол 4  | -      | 207                                | 3                                  | 719                       | 8                         |
| 2009/2010 | Масс-старт         | -      | -      | -       | Обе 6   | Руп 15  | -      | ОИ 2   | -      | Хол 22 | Хан 7  | 154                                | 5                                  | 719                       | 8                         |
| 2009/2010 | Эстафета           | Эст 2  | Хох 1  | -       | Обе -   | Руп 2   | -      | ОИ 1   | -      | -      | -      | 234                                | 1                                  | 719                       | 8                         |
| 2009/2010 | Смешанная эстафета | -      | -      | -       | -       | -       | -      | -      | Лах -  | -      | Хан 4  | 83                                 | 3                                  | 719                       | 8                         |
| 2010/2011 | ИГ                 | Эст 6  | -      | Пок 5   | -       | Руп 1   | -      | -      | -      | -      | -      | 138                                | 3                                  | 642                       | 12                        |
| 2010/2011 | Спринт             | Эст 8  | Хох 47 | Пок 3   | Обе 37  | Руп 4   | Ант 3  | -      | -      | ЧМ 4   | Хол 19 | 242                                | 13                                 | 642                       | 12                        |
| 2010/2011 | Преследование      | Эст 6  | Хох 19 | -       | -       | Руп 5   | -      | -      | -      | ЧМ 12  | Хол 39 | 131                                | 17                                 | 642                       | 12                        |
| 2010/2011 | Масс-старт         | -      | -      | -       | Обе 17  | -       | Ант 20 | -      | -      | ЧМ 6   | Хол 3  | 131                                | 11                                 | 642                       | 12                        |
| 2010/2011 | Эстафета           | -      | Хох 4  | -       | Обе 5   | -       | Ант 1  | -      | -      | ЧМ 8   | -      | 175                                | 4                                  | 642                       | 12                        |
| 2010/2011 | Смешанная эстафета | -      | -      | Пок 4   | -       | -       | -      | -      | -      | ЧМ 6   | -      | 129                                | 4                                  | 642                       | 12                        |
| 2011/2012 | ИГ                 | Эст 14 | -      | -       | -       | Нов 4   | -      | -      | -      | ЧМ 6   | -      | 108                                | 6                                  | 857                       | 6                         |
| 2011/2012 | Спринт             | Эст 29 | Хох 3  | Хох 1   | Обе 3   | Нов 1   | Ант 48 | Хол 6  | Кон 4  | ЧМ 16  | -      | 334                                | 5                                  | 857                       | 6                         |
| 2011/2012 | Преследование      | Эст 15 | Хох 2  | Хох 1   | -       | Нов 5   | -      | Хол 2  | Кон 4  | ЧМ 7   | -      | 313                                | 5                                  | 857                       | 6                         |
| 2011/2012 | Масс-старт         | -      | -      | -       | Обе 4   | -       | Ант 7  | Хол 18 | -      | ЧМ ДК  | -      | 102                                | 17                                 | 857                       | 6                         |
| 2011/2012 | Эстафета           | -      | Хох 3  | -       | Обе 1   | -       | Ант 3  | -      | -      | ЧМ 7   | -      | 156                                | 3                                  | 857                       | 6                         |
| 2011/2012 | Смешанная эстафета | -      | -      | Хох 1   | -       | -       | -      | -      | -      | ЧМ 5   | -      | 100                                | 1                                  | 857                       | 6                         |
| 2012/2013 | ИГ                 | Эст 26 | -      | -       | -       | -       | -      | ЧМ 6   | -      | Соч 2  | -      | 107                                | 4                                  | 718                       | 11                        |
| 2012/2013 | Спринт             | Эст 4  | Хох 52 | Пок 46  | Обе 5   | Руп 17  | Ант 9  | ЧМ 4   | Хол -  | Соч 10 | Хан 19 | 235                                | 13                                 | 718                       | 11                        |
| 2012/2013 | Преследование      | Эст 22 | Хох 21 | Пок 11  | Обе 1   | -       | Ант 15 | ЧМ 4   | Хол -  | -      | Хан 13 | 226                                | 9                                  | 718                       | 11                        |
| 2012/2013 | Масс-старт         | -      | -      | Пок 4   | -       | Руп 3   | -      | ЧМ 5   | Хол -  | -      | Хан 22 | 150                                | 10                                 | 718                       | 11                        |
| 2012/2013 | Эстафета           | -      | Хох 3  | -       | Обе 5   | Руп 2   | Ант 2  | ЧМ 4   | -      | Соч 6  | -      | 279                                | 4                                  | 718                       | 11                        |
| 2012/2013 | Смешанная эстафета | Эст 1  | -      | -       | -       | -       | -      | ЧМ 6   | -      | -      | -      | 98                                 | 2                                  | 718                       | 11                        |
| 2013/2014 | ИГ                 | Эст 17 | -      | -       | -       | Руп 59  | -      | ОИ 15  | -      | -      | -      | 24                                 | 28                                 | 455                       | 12                        |
| 2013/2014 | Спринт             | Эст 2  | Хох 8  | Анси 31 | Обе -   | -       | Ант -  | ОИ 28  | Пок 32 | Кон 2  | Хол 38 | 202                                | 8                                  | 455                       | 12                        |
| 2013/2014 | Спринт             | Эст 2  | Хох 8  | Анси 31 | Обе -   | -       | Ант -  | ОИ 28  | Пок 32 | Кон 6  | Хол 38 | 202                                | 8                                  | 455                       | 12                        |
| 2013/2014 | Преследование      | Эст -  | Хох 10 | Анси 7  | Обе -   | Руп 43  | Ант -  | ОИ 11  | Пок 42 | Кон 3  | Хол 15 | 141                                | 17                                 | 455                       | 12                        |
| 2013/2014 | Масс-старт         | -      | -      | -       | Обе -   | -       | -      | ОИ 24  | Пок 3  | -      | Хол 5  | 88                                 | 7                                  | 455                       | 12                        |
| 2013/2014 | Эстафета           | -      | Хох 4  | Анси -  | -       | Руп 1   | Ант -  | ОИ 2   | -      | -      | -      | 141                                | 3                                  | 455                       | 12                        |
| 2013/2014 | Смешанная эстафета | Эст 6  | -      | -       | -       | -       | -      | ОИ 4   | -      | -      | -      | 38                                 | 6                                  | 455                       | 12                        |
| Примечание: НФ — стартовала в гонке, но не финишировала. ДК — дисквалификация. Жёлтым цветом выделены победные гонки. Зелёным выделены победные малые хрустальные глобусы. |                    |        |        |         |         |         |        |        |        |        |        |                                    |                                    |                           |                           |
| По состоянию на 24 марта 2014 года |                    |        |        |         |         |         |        |        |        |        |        |                                    |                                    |                           |                           |

## Награды и звания

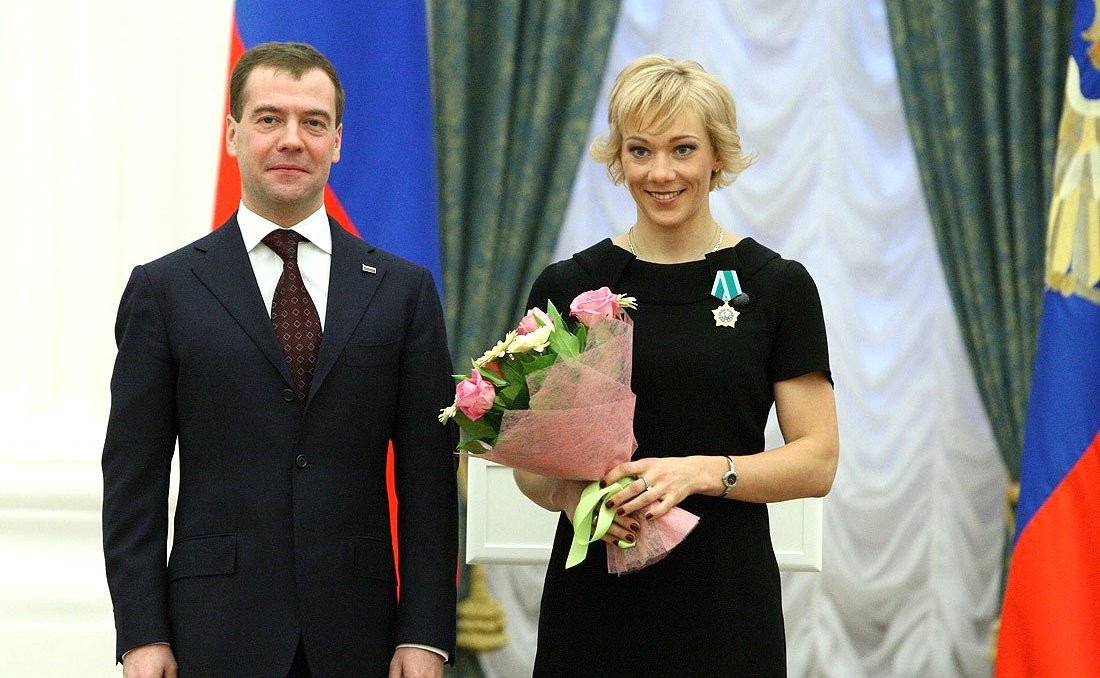
Ольга Зайцева на приёме у Президента России Д. А. Медведева, 15 марта 2010 года, Кремль

- Орден Дружбы (5 марта 2010 года) — за большой вклад в развитие физической культуры и спорта, высокие спортивные достижения на Играх XXI Олимпиады 2010 года в Ванкувере[28].
- Медаль ордена «За заслуги перед Отечеством» I степени (24 февраля 2014 года) — за большой вклад в развитие физической культуры и спорта, высокие спортивные достижения на XXII Олимпийских зимних играх 2014 года в городе Сочи[29].
- Медаль ордена «За заслуги перед Отечеством» II степени (22 февраля 2007 года) — за большой вклад в развитие физической культуры и спорта, высокие спортивные достижения[30].
- Медаль ордена «За заслуги перед Отечеством» II степени (17 января 2003 года) — за заслуги в развитии физической культуры и спорта[31].
- Заслуженный мастер спорта России (2005)
- Мастер спорта России международного класса (1999)
- Мастер спорта России (1995)
- Кандидат в мастера спорта России (1992)

## Личная жизнь
30 сентября 2006 года вышла замуж за гражданина Словакии Милана Аугустина. 17 марта 2007 года у них родился сын Александр. В августе 2013 года развелась. В октябре 2015 года у Ольги родился второй сын, Степан.
Сёстры: Елена (род. 1976); и Оксана (род. 25 ноября 1973), которая являлась её личным тренером.

## Общественная позиция
В 2024 году являлась доверенным лицом кандидата в президенты России Владимира Путина.
Сторонник партии «Единая Россия». Кандидат в депутаты Мосгордумы на выборах 2024 года от партии «Единая Россия»